# Suzuki GSX 600F
Suzuki GSX 600F – motocykl produkowany przez koncern Suzuki w latach 1988–2004.
Konstrukcja motocykla bazuje na podzespołach produkowanych wcześniej motocyklach marki Suzuki. Jest to średniej klasy maszyna napędzana czterocylindrowym silnikiem chłodzonym powietrzem i olejem.